# Міжнародний день захисту морських ссавців
Міжнародний день захисту морських ссавців (англ. World Whale and Dolphin Day) заснований у 1986 році Міжнародною китобійною комісією (англ. International Whaling Commission — IWC). Його відзначають 23 липня, оскільки цього дня в 1982 IWC проголосувала за повну заборону китобійного промислу, починаючи з сезону 1985/1986 рр.
Заборона набула чинності 19 лютого 1986 року. На честь цього щороку 19 лютого відзначають ще один день — Всесвітній день китів (англ. World Whale Day). Його також вважають днем захисту інших морських ссавців. Іноді екологічні організації різних країн спільно присвячують цей день захисту будь-якого виду ссавців, над яким нависла загроза знищення. За іншими даними, цей день відзначається кожну третю суботу лютого.

## Вилов китів з «науковою метою»

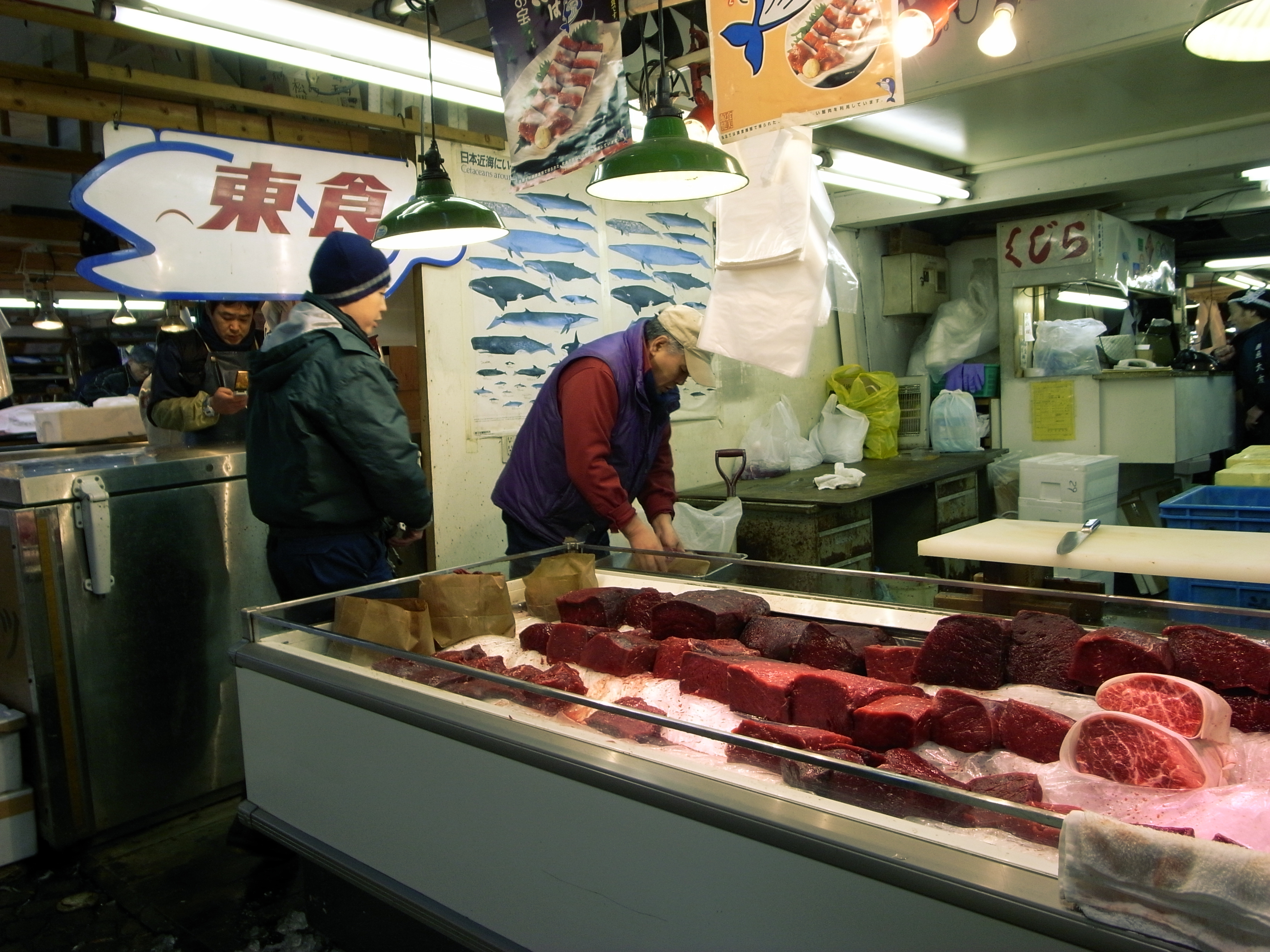
Китове м'ясо на одному з ринків Токіо

Після того як IWC заборонила промисловий вилов китів, Японія, під загрозою санкцій, була змушена приєднатися до угоди, але залишила за собою право «вилову китів з науковою метою». Квота на вилов у 2007 році склала 950 китів, тобто щодня Японія ловила близько трьох китів. Цього ж року на флагмані японської китобійної флотилії «Ніссін Мару» сталася пожежа, тому для «вивчення» було вбито лише 508 тварин. Внаслідок цього інциденту в Японії було запропоновано поновлення вилову китів у їх шлюбний період. Після завершення наукових праць м'ясо тварин переважно з'являється у японських ресторанах. Також у Японії планується відновити вилов горбатих китів.
19 лютого 2010 року прем'єр-міністр Австралії Кевін Радд зажадав від Японії припинити китобійний промисел, погрожуючи порушити проти неї процес у Міжнародному кримінальному суді в Гаазі.